# Amtsbezirk Ober-Hollabrunn
Der Amtsbezirk Ober-Hollabrunn war eine Verwaltungseinheit im Weinviertel in Niederösterreich.
Der Amtsbezirk war der Kreisbehörde in Korneuburg unterstellt und besorgte deren Amtsgeschäfte vor Ort. Die Zuständigkeit erstreckte sich neben Hollabrunn auf die damaligen Gemeinden Altenmarkt im Thale, Aspersdorf, Bergau, Braunsdorf, Breitenwaida, Dietersdorf, Eggendorf im Thale, Eitzersthal, Enzersdorf im Thale, Fahndorf, Oberfellabrunn, Göllersdorf, Goggendorf, Mittergrabern, Obergrabern, Groß, Grund, Guntersdorf, Haslach, Immendorf, Kalladorf, Kammersdorf, Kleinkirchberg, Kleedorf, Nappersdorf, Großnondorf, Pranhartsberg, Puch Roggendorf, Roseldorf, Schalladorf, Schönborn, Schöngrabern, Sitzendorf, Sitzenhart, Sonnberg, Obersteinabrunn, Großstelzendorf, Kleinstelzendorf, Kleinstetteldorf, Oberstinkenbrunn, Stranzendorf, Oberthern, Unterthern, Kleinweikersdorf, Weyerburg und Wullersdorf.
Der Amtsbezirk umfasste dabei 48 Gemeinden mit 28.455 Einwohnern (lt. Zählung von 1851).